# Džafića Brdo
Džafića Brdo (cyr. Џафића Брдо) – miasto w Czarnogórze, w gminie Bijelo Polje. W 2011 roku liczyło 158 mieszkańców.